# 常滑市消防本部
常滑市消防本部（とこなめししょうぼうほんぶ）は、愛知県常滑市の消防部局（消防本部）。管轄区域は常滑市全域。
2012年（平成24年）4月に常滑市新開町から飛香台に移転。これに伴い北出張所は廃止された。

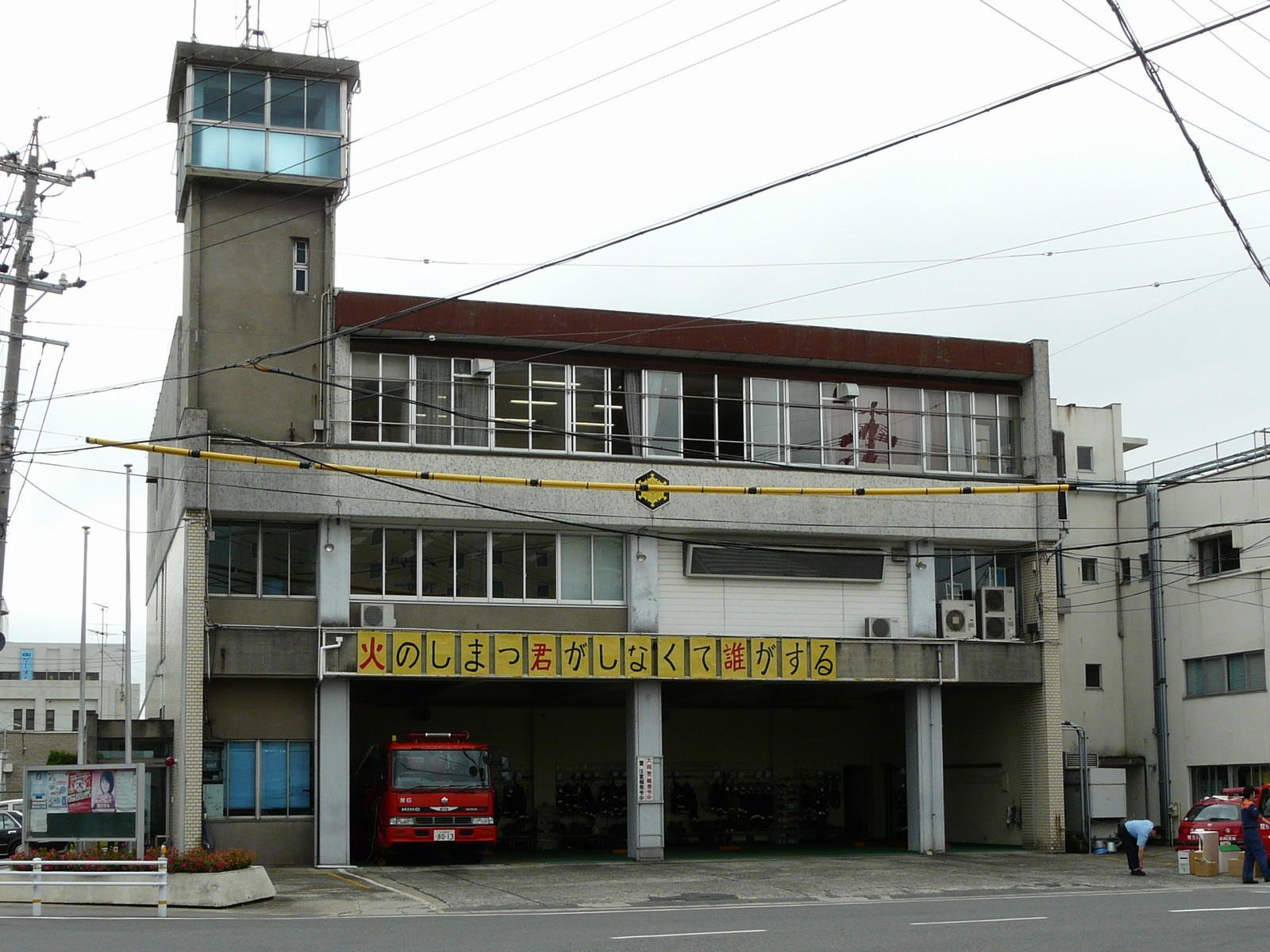
新開町にあった消防本部

## 概要
- 消防本部：愛知県常滑市飛香台三丁目1番地の2
- 管内面積：55.63km2
- 職員定数：100人
- 消防署1カ所、出張所2カ所
- 主力機械（2007年4月1日現在）
  - 普通消防ポンプ自動車：1
  - 水槽付消防ポンプ自動車：2
  - はしご付消防自動車：1
  - 化学消防自動車：2
  - 小型動力ポンプ付水槽車：1
  - 救急自動車：4
  - 救助工作車：1
  - 指令車：1
  - 指揮車：1
  - 査察広報車：2
  - 補給車：1
  - 連絡車：1
  - 資機材搬送車：1
  - 防火広報車：1
  - その他：4

## 沿革
- 1965年1月　常滑市消防本部・常滑市消防署を設置。
- 1965年5月　消防本部・消防署庁舎が竣工。
- 1965年11月　救急車を消防署に配備し、救急業務を開始。
- 1968年11月　屈折はしご付消防車を消防署に配備。
- 1970年12月　救助工作車を消防署に配備。
- 1973年5月　消防音楽隊が発足。
- 1974年4月　北部詰所を開設。
- 1975年5月　南部詰所を開設。
- 1985年8月　化学消防車を消防署に配備。
- 1986年10月　屈折はしご付消防車をはしご付消防車に更新。
- 1991年4月　北部詰所を北出張所に、南部詰所を南出張所に改称。
- 1997年4月　高規格救急車を配備し、救急救命士が業務を開始。
- 2005年2月　空港出張所を開設。
- 2012年3月　北出張所を廃止[1]。
- 2012年4月　新築移転した消防本部の運用を開始[1]。

## 組織
- 本部 - 総務課、予防課
- 消防署

## 消防署
| 消防署       | 住所                 | 出張所                                   |
| ------------ | -------------------- | ---------------------------------------- |
| 常滑市消防署 | 飛香台三丁目1番地の2 | 南：苅屋字加茂151 空港：セントレア3-8-18 |